# Farmerville (Louisiana)
Farmerville település az Amerikai Egyesült Államok Louisiana államában, Union megyében, melynek megyeszékhelye is. Lakosainak száma 3366 fő (2020. április 1.).

## Népesség
A település népességének változása:

| 2010 | 3 860 |
| 2020 | 3 366 |